# 動名詞
動名詞（縮寫：GER）以各種非限定動詞的形式在許多種語言中存在。最常作為名詞的功能，但並非只作為名詞。在英語中動名詞同時具有動詞和名詞的特性，像是可以使用副詞修飾，後面也可以跟著直接受詞（direct object）。
「-ing形式（-ing form）」通常在英語中用以表示動名詞。傳統文法將「-ing形式」區分為現在分詞與動名詞，但在現代文法中則沒有這樣的區別，像是在《英語綜合語法（A Comprehensive Grammar of the English Language）》與《劍橋英語語法（The Cambridge Grammar of the English Language）》中，「-ing形式」都用以表示動名詞。

## 简介
在英語動名詞的結尾為 -ing（例如： - 我很喜歡打籃球。）；同樣的動詞形式也可作為英語現在分詞，其可能具有形容詞或副詞的功能，或作為一個純粹的動詞性名詞。
動名詞即在表示動詞的動作。例如，（玩）是表示 （去玩）的動作。在某些情況下，一個名詞以 -ing 結尾有時作為一個動名詞。如：
- - 我喜歡建築。
- - 我喜歡建東西。
- - 我喜歡畫畫。
- - 我喜歡畫照片。
- - 我喜歡寫作。
- - 我喜歡寫小說。

而在其他時候作為一個非動名詞而表示出從一個動作所產生的產品。如：
- - 我在那棟樓工作。
- - 這是一幅很好的畫。
- - 她的文筆不錯。

後者的情況下經常可以由一個出現在限定词之前的名詞區分開來，在這些範例中比如 （那個），或 （她）等限定詞。
拉丁語動名詞（gerundium）是一個動詞形式其特性類似於一個名詞，儘管它只能出現在某些斜格。它不應該與拉丁語動詞狀形容詞混淆，他們在形式上相似，但有使用被動式（Passive voice）形容词的架構。
相對於其它語言，這個術語動名詞可應用於具有類如名詞樣的用法，如拉丁語和英語動名詞。或在某些情況下，以其他各種非限定動詞形式，如分詞狀語。
"動名詞"（gerund）來自拉丁語 ，這詞語本身來自拉丁文動詞  的動詞狀形容詞，即  意為（這是）要進行的。

## 各種語言的動名詞
語法術語動名詞相對於在不同的語言中所使用的作為含義如下所示。
- 至於應用到英語中，使用時它指的是動詞的 -ing 形式，而其實作為名詞使用（例如，動詞 （閱讀）置於句子裡 （我喜歡閱讀）。[3] 進一步的細節請參閱以下部分。